# Dans la peau d'une autre

Dans la peau d'une autre (Zwei Wochen Chef) est un téléfilm allemand, réalisé par Annette Ernst, et diffusé en 2007.

## Fiche technique
- Titre allemand : Zwei Wochen Chef
- Réalisation : Annette Ernst
- Scénario : Stefan Holtz et Caroline Hecht
- Photographie : Harald Cremer
- Musique : Rainer Kühn
- Genre : Romance
- Durée : 90 min

## Distribution
- Felicitas Woll (VF : Barbara Beretta) : Sara Braun
- Torben Liebrecht : David Karp
- Tatjana Alexander : Julia Trimmer
- Isabell Gerschke : Nicole
- Arndt Schwering-Sohnrey : M. Müller
- Doris Kunstmann : Helga Gutbrot